# Остриё из космоса
Остриё из космоса (англ. Spearhead from Space) — первая серия седьмого сезона британского научно-фантастического телесериала «Доктор Кто», состоящая из четырёх эпизодов, которые были показаны в период с 3 по 24 января 1970 года.

## Сюжет
После «смены облика», вызванной Повелителями времени (серия «Военные игры»), Доктор сослан на Землю. ТАРДИС приземляется, из неё выпадает Доктор, и его забирают в Больницу Эшбридж в Эппинге, где обнаруживается его странная анатомия.
Одновременно с прибытием Доктора рой метеоритов падает в английской глубинке, и браконьер обнаруживает таинственный пластиковый многогранник на месте крушения. Тем временем Бригадир Летбридж-Стюарт из ЮНИТ пытается завербовать доктора Элизабет Шоу как своего научного советника для расследования необычных падений метеоритов. Тем не менее Шоу, которую оторвали от исследований в Кембридже, скептически относится к утверждениям Бригадира об инопланетном вторжении. Вскоре Бригадир сталкивается с ещё одной загадкой: недалеко от места падения метеоритов в больнице мужчина называет себя Доктором. Однако этот Доктор не похож на того, который встречался с Бригадиром в серии «Вторжение».
Пластиковый многогранник на самом деле является энергоячейкой бестелесного инопланетного разума, Сознания Нестин. Обычно оно не имеет тела, но имеет сходство с пластмассой и управляет Автонами, человеческими копиями, сделанными из этого же материала. Нестин захватывает фабрику игрушек в Эппинге и планирует заменить ключевых политиков и знаменитостей их автонами-копиями. Автон, управляющий фабрикой, посылает остальных, не очень похожих на людей автонов, захватить энергоячейки у ЮНИТ и браконьера.
Доктор после провала попытки бегства из больницы, когда его попытались похитить автоны, а также чуть не пристрелил солдат ЮНИТ, понимает, что ТАРДИС отключена Повелителями времени и он застрял на Земле. Он убеждает Бригадира, что он тот же, кто помог ему уничтожить Йети и Киберлюдей. Вместе с Лиз он раскрывает заговор Нестин, в то время как Чэннинг активирует автонов по всей стране, которые начинают убивать людей. Однако Доктор создаёт электрошокер, который должен отключать автонов.
ЮНИТ атакует фабрику, но автоны невосприимчивы к оружейному огню. Доктор и Лиз пробираются внутрь и встречают осьминогоподобное существо из пластика, которое Нестин создало с помощью энергоячеек как идеальную форму для вторжения. В то время как Доктор борется с существом, Лиз догадывается, как вырубить существо, и все автоны выключаются, будучи частью коллективного сознания Нестин.
Бригадир боится, что Нестин вернётся, и просит Доктора о помощи. Тот соглашается присоединиться к ЮНИТ в обмен на средства для починки ТАРДИС и машину, похожую на антикварный спортивный родстер, который он украл при побеге. Также он просит Лиз остаться с ним в качестве помощника.

## Трансляции и отзывы
| Эпизод      | Дата показа    | Продолжительность | Телезрители (в миллионах) | Archive          |
| ----------- | -------------- | ----------------- | ------------------------- | ---------------- |
| «Эпизод 1»  | 3 января 1970  | 23:38             | 8,4                       | 16mm colour film |
| «Эпизод 2»  | 10 января 1970 | 24:21             | 8,1                       | 16mm colour film |
| «Эпизод 3»  | 17 января 1970 | 24:16             | 8,3                       | 16mm colour film |
| «Эпизод 4»  | 24 января 1970 | 24:27             | 8,1                       | 16mm colour film |
| [ 1 ] [ 2 ] |                |                   |                           |                  |